# Liste von Theologen der bernischen evangelisch-reformierten Landeskirche
Die Liste beinhaltet Pfarrer der evangelisch-reformierten bernischen Staatskirche (inklusive Waadt und Berner Aargau) und Lehrer der Hohen Schulen in Bern und Lausanne von 1528 bis 1798. Für die Zeit nach 1798 sind Pfarrpersonen und Funktionäre der evangelisch-reformierten bernischen Landeskirche gelistet. Hochschullehrer werden nur gelistet, wenn sie der Landeskirche angehören oder angehört haben.

## Von der Reformation bis 1798
| Bild | Name                           | Lebenszeit  | Schaffensorte                                                                                         | Bemerkungen                                                                                              |
| ---- | ------------------------------ | ----------- | --- | --- |
|      | Franz Kolb                     | † 1535      | Basel, Fribourg, Murten, Nürnberg, Bern                                                               | |
|      | Berchtold Haller               | 1492–1536   | Bern-Münster, Basel                                                                                   | Münsterdekan                                                                                             |
|      | Peter Kunz                     | † 1544      | Erlenbach, Bern-Münster                                                                               | |
|      | Sebastian Meyer                | † um 1545   | Strassburg, Bern, Augsburg                                                                            | |
|      | Wolfgang Musculus              | 1497–1563   | Strassburg, Augsburg, Bern                                                                            | Professor an der Hohen Schule in Bern                                                                    |
|      | Jörg Brunner                   | † nach 1571 | Münsingen, Kleinhöchstetten, Benken BL, Jegenstorf                                                    | |
|      | Georg Stäheli                  | † 1573      | Altendorf, Baden, Basel-St. Leonhard, Zürich, Freienbach, Weiningen, Biel, Zofingen, Rüti, Turbenthal | |
|      | Bendicht Marti                 | † 1574      | Bern, Marburg                                                                                         | Professor                                                                                                |
|      | Johannes Wäber                 | 1499–1577   | Hedingen, Aarau, Bern                                                                                 | |
|      | Pierre Viret                   | 1511–1571   | Genf, Lausanne, Nîmes, Montpellier, Lyon, Orange, Navarra                                             | |
|      | Simon Sulzer                   | 1508–1585   | Basel, Bern-Münster                                                                                   | |
|      | Johannes Haller der Jüngere    | 1523–1575   | Augsburg, Zürich-Grossmünster, Bern-Münster                                                           | Münsterdekan                                                                                             |
|      | Christoph Lüthardt             | 1590–1663   | Köniz, Aarberg, Bern-Münster                                                                          | Dekan |
|      | Johann Heinrich Hummel         | 1611–1674   | Brugg, Bern-Münster                                                                                   | Dekan |
|      | David Wyss                     | 1632–1700   | | Professor an der Hohen Schule in Bern                                                                    |
|      | Samuel Bachmann                | 1636–1709   | Ferenbalm, Burgdorf, Bern-Münster                                                                     | Münsterdekan                                                                                             |
|      | Johann Rudolf Rudolf           | 1646–1718   | Seon, Bern-Münster                                                                                    | Münsterdekan                                                                                             |
|      | Johann Heinrich Otth           | 1651–1719   | Lausanne, Rüegsau, Höchstetten                                                                        | |
|      | Simeon Nöthiger                | 1658–1726   | Bolligen, Worb, Bern-Münster                                                                          | Münsterdekan                                                                                             |
|      | Johann Heinrich Ringier        | 1668–1745   | Zimmerwald, Bern                                                                                      | |
|      | Samuel König                   | 1671–1750   | Bern-Heiliggeist, Büdingen, Waldensberg, Bern                                                         | |
|      | Samuel Lutz                    | 1674–1750   | Burgdorf, Yverdon, Amsoldingen, Oberdiessbach                                                         | |
|      | Johann Rudolf Gruner           | 1680–1761   | Trachselwald, Burgdorf                                                                                | |
|      | Johann Georg Altmann           | 1695–1758   | Wahlern, Bern                                                                                         | |
|      | Abraham Kyburz                 | 1700–1765   | Bümpliz, Schwarzenegg                                                                                 | |
|      | David Samuel Daniel Wyttenbach | 1706–1779   | Worb, Bern-Heiliggeist, Marburg                                                                       | Professor, Konsistorialrat und Inspektor der reformierten Kirchen und Schulen des Fürstentums Oberhessen |
|      | Samuel Anton Wilhelmi          | 1730–1796   | Bern-Nydegg, Siselen                                                                                  | |
|      | Johann David Wyss              | 1743–1818   | Seedorf, Bern-Münster                                                                                 | Pfarrer bis 1803.                                                                                        |
|      | Johann Samuel Ith              | 1747–1813   | Bern, Siselen, Bern-Münster                                                                           | |
|      | Jakob Samuel Wyttenbach        | 1748–1830   | Bern-Burgerspital, Bern-Heiliggeist                                                                   | |

## Seit 1798
| Bild | Name                               | Lebenszeit | Schaffensorte                                                  | Bemerkungen |
| ---- | ---------------------------------- | ---------- | -------------------------------------------------------------- | --- |
|      | Samuel Gottlieb Hünerwadel         | 1771–1848  | Zofingen, Bern-Heiliggeist                                     | Professor, 1807 Mitglied des Kirchenkonvents, ab 1810 der Zensurbehörde, 1813–31 des Kirchen- und Schulrats, ab 1832 der Synode, Präsident der Berner Bibelgesellschaft. |
|      | Charles-Ferdinand Morel            | 1772–1848  | Paris, Corgémont                                               | |
|      | Gottlieb Jakob Kuhn                | 1775–1849  | Sigriswil, Bern, Rüderswil, Burgdorf                           | |
|      | Johann-Conrad Appenzeller          | 1775–1850  | Winterthur, Brütten, Biel                                      | |
|      | Samuel Lutz                        | 1785–1844  | Bern, Wynau                                                    | Professor und Dekan an der Universität Bern, Dekan des Berner Kapitels, Präsident der Landessynode                                                                       |
|      | Carl Albrecht Reinhold Baggesen    | 1793–1873  | Bern                                                           | |
|      | Karl Howald                        | 1796–1869  | Bern-Inselspital, Sigriswil                                    | |
|      | Albert Bitzius / Jeremias Gotthelf | 1797–1854  | Utzenstorf, Herzogenbuchsee, Bern-Heiliggeist, Lützelflüh      | |
|      | Gottlieb Ludwig Studer             | 1801–1889  | Bern-Burgerspital                                              | Professor, Dekan und Rektor an der Universität Bern |
|      | Johann Peter Romang                | 1802–1875  | Därstetten, Niederbipp                                         | Rektor in Biel |
|      | Albrecht Weyermann                 | 1809–1885  | Binningen, Gsteig bei Interlaken, Utzenstorf                   | Staatsschreiber, Bundeskanzler |
|      | Albrecht Rudolf Rüetschi           | 1820–1903  | Trub, Kirchberg, Burgdorf, Bern-Münster                        | Privatdozent, Honorarprofessor an der Universität Bern |
|      | Karl Schenk                        | 1823–1895  | Schüpfen                                                       | Ständerat, Bundesrat |
|      | Albert Bitzius (Sohn)              | 1835–1882  | Utzenstorf, Thunstetten, Courtelary, Twann                     | Ständerat |
|      | Edmund von Steiger                 | 1836–1908  | Saanen, Gsteig bei Interlaken                                  | Regierungsrat, Nationalrat, Präsident des Schweizerischen Roten Kreuzes                                                                                                  |
|      | Gottfried Strasser                 | 1854–1912  | Grindelwald                                                    | Verfassungsrat |
|      | Eduard Bähler                      | 1870–1925  | Thierachern, Gampelen                                          | |
|      | Martin Werner                      | 1887–1964  | Krauchthal, Bern                                               | |
|      | Alfred de Quervain                 | 1896–1968  | Berlin, Frankfurt am Main, Stuttgart, Elberfeld, La Neuveville | Professor |
|      | Klaus Schädelin                    | 1918–1987  | Attiswil, Hünibach, Bern-Petrus                                | Gemeinderat (Bern) |
|      | Paul Berger                        | 1920–2004  | Eggiwil, Grossaffoltern                                        | |
|      | Rudolf Bohren                      | 1920–2010  | Bern, Holderbank, Arlesheim Heidelberg                         | |
|      | Max Wyttenbach                     | 1921–2015  |                                                                | Synodalratspräsident 1965 bis 1975 |
|      | Kurt Marti                         | 1921–2017  | Paris, Rohrbach BE, Leimiswil, Niederlenz, Bern-Nydegg         | |
|      | Andreas Zeller                     | * 1955     | Flamatt, Münsingen, Bern                                       | Synodalratspräsident |
|      | Gottfried W. Locher                | * 1966     | Fribourg, Bern                                                 | Präsident des Schweizerischen Evangelischen Kirchenbunds, Präsident der Gemeinschaft Evangelischer Kirchen in Europa. 2022 aus der Landeskirche ausgetreten.             |